# 太平道 (宗教)
太平道是中國東漢道教的一個教派，領袖為張角，信徒遍佈各地，於東漢末年發動黃巾之亂，被朝廷鎮壓及經過多年戰爭而消亡。太平道為早期道教之兩大派別之一，另一派是五斗米道。漢靈帝時流行於青、徐、幽、冀、荊、揚、兗、豫八州。

## 起源
太平道源自東漢漢順帝時（126年－144年）方士干吉（部分史書記為于吉），他自稱在曲陽泉水邊得到神書《太平清領書》，建造精舍，建立燒香等儀式，誦讀道書，以符水為百姓治病，頗得人心。干吉的弟子宮崇和再傳弟子襄楷都分別把《太平清領書》上獻皇帝，但都未受重視。這部道書落入張角手中，成為他創立太平道的根據之一。

## 發展
鉅鹿人張角得到《太平清領書》，自稱「大賢良師」，傳授弟子，為人治病，人們紛紛投奔。張角派遣弟子八人前往各地，以「善道」教化天下，十餘年間徒眾多達數十萬，遍佈青、徐、幽、冀、荊、揚、兗、豫八州。張角把信徒分為36方，規模大的方萬多人，小方有七千人。他自稱天公將軍，弟弟張寶自稱地公將軍，張梁則稱人公將軍。太平道有了軍隊式的組織。

## 教法
張角手持九節杖，宣稱人因犯罪而病苦，為人治病，要病人先反省過失，悔悟後才令其喝符水。他稱贊病癒者信念堅定，久治不癒的則說他信念不誠。太平道崇尚黃色，黃巾黃衣，信奉黃帝、老子及太一之神，太一就是北極星。

## 起兵
張角提出「蒼天已死，黃天當立，歲在甲子（184年），天下大吉」的口號，認為土德將取代漢朝火德，在都城和地方州郡衙門牆上寫上標語，計劃由大方之長馬元義率領荊、揚兩州數萬徒眾，於光和七年（184年）三月五日在都城起兵。馬元義來往於都城與各地以作準備，並以宮內官員為內應。起兵一事走漏風聲，馬元義被捕處死。漢靈帝下令逮捕張角等人，張角遂提前於二月五日起兵，一時聲勢浩大，朝廷震動。徒眾都頭裹黃巾，世稱黃巾之亂。各地投奔太平道的群眾不絕於道。

## 消亡
起兵同年，張角病死，張寶、張梁遭官軍討伐而戰死，黃巾軍餘眾仍在各地頑強抵抗二十多年。其中的一部分因驍勇善戰，而受到漢末群雄之一曹操的招撫並加入到其勢力下，即著名的青州兵。